# Burg Staufeneck
Die Burg Staufeneck ist die Ruine einer Spornburg in der Gemeinde Salach im Landkreis Göppingen in Baden-Württemberg. Seit 1927 wird sie als Hotel und Restaurant genutzt. 

## Geografische Lage

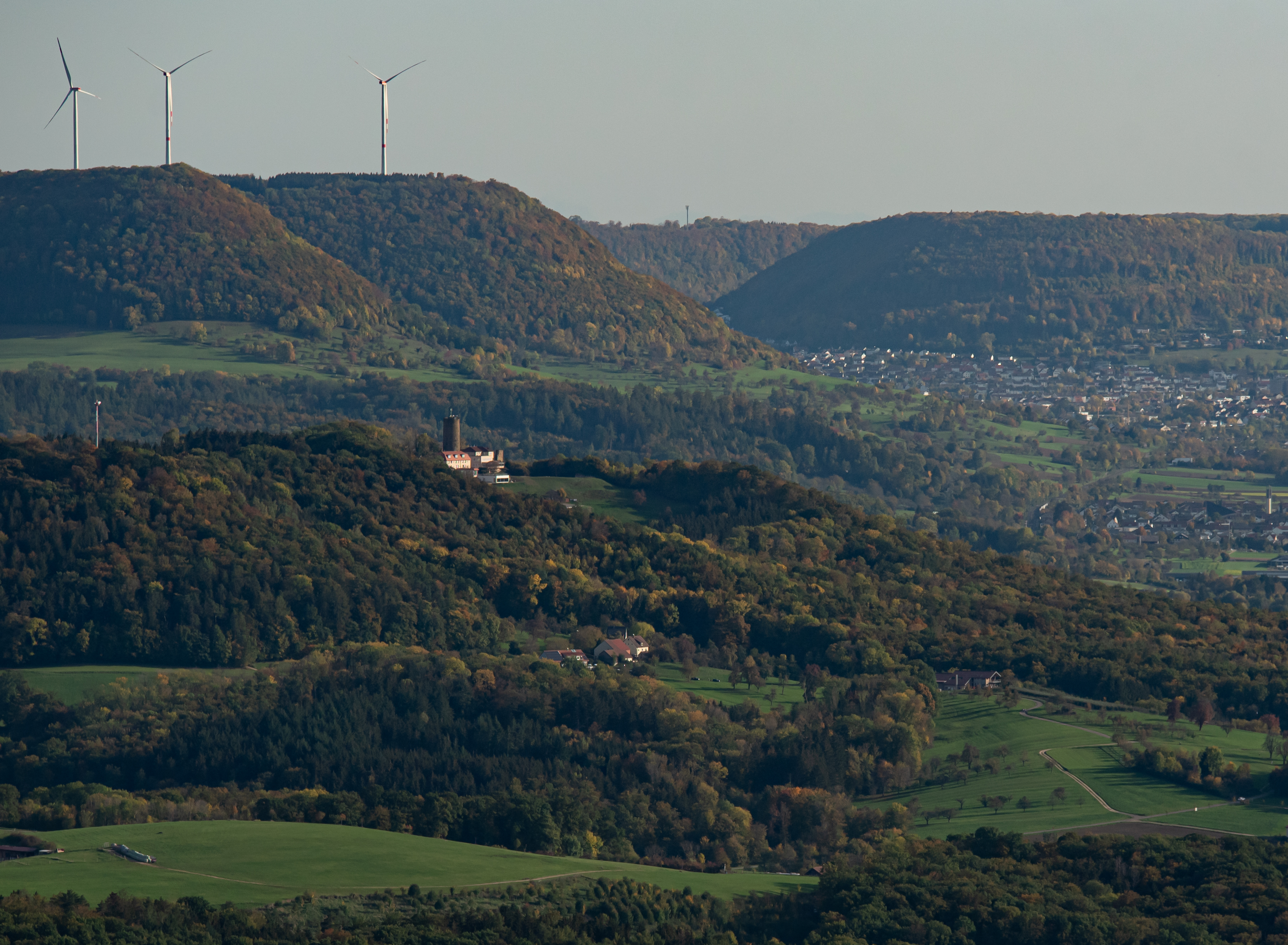
Burg Staufeneck vom Hohenstaufen gesehen

Die Ruine der Höhenburg steht auf 529 m ü. NHN oberhalb der Gemeinde Salach im Filstal auf dem südwestlichen Ausläufer des Rehgebirges. Gegenüber, auf dem südöstlichen Ausläufer, liegt die Burg Ramsberg.

## Geschichte
Das Gründungsjahr der Burg ist bis heute unklar: Je nach Quellenangabe wird das Jahr 1080 oder 1240 genannt.
Staufeneck wurde von den Herren von Staufeneck erbaut, die vermutlich Verwandte der Staufer waren, da diese ebenfalls einen Löwen im Wappen tragen. Sie waren Besitzer der Anlage, bis sie 1333 von den Herren von Rechberg zu Staufeneck übernommen wurde, bis deren Geschlecht 1599 mit dem Tod des neunjährigen Albrecht Hermann untergeht. 
Nun erbten die Mutter Gertraud von Schutzbar genannt Milchling (auch Burgmilchlingen) und Tanten, eine – Maria Magdalena – verkaufte ihren Anteil an den Herzog Friedrich I. von Württemberg. Der musste sich dann aber mit Gewalt Zugang zur Burg verschaffen. So verkaufte er am 19. September 1601 Hohenrechberg, behielt aber die Hälfte von Staufeneck, deren andere Hälfte Gertraud als Witwensitz besaß. Der Herzog verkaufte ihr seine Hälfte erst am 16. Februar 1604. Gertrud heiratete nun den  Grafen Ludwig von Löwenstein (1569–1635) (Sohn von Ludwig III. von Löwenstein) und verkaufte die Burg 1623 an Friedrich von Württemberg, der sie an Georg Ludwig von Freyberg, Freiherrn zu Justingen und Öpfingen verkaufte. 

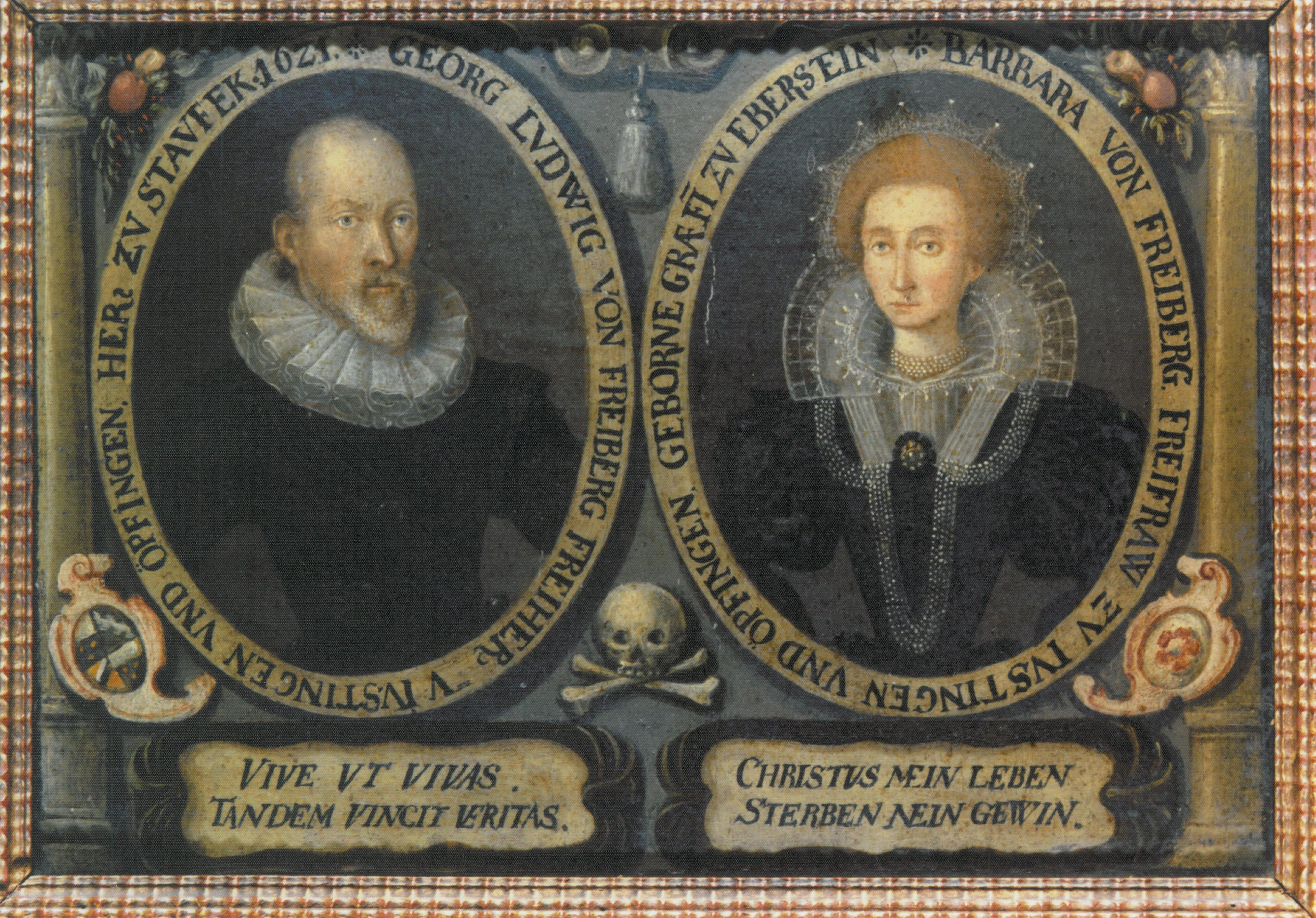
Freiherr Georg Ludwig von Freyberg und Gräfin Barbara von Eberstein

Nachdem Freyberg und dessen Frau gestorben 1631 war, erbte nun die Tochter Anna Margaretha. Sie stand unter Vormundschaft des Bischofs Heinrich von Augsburg.

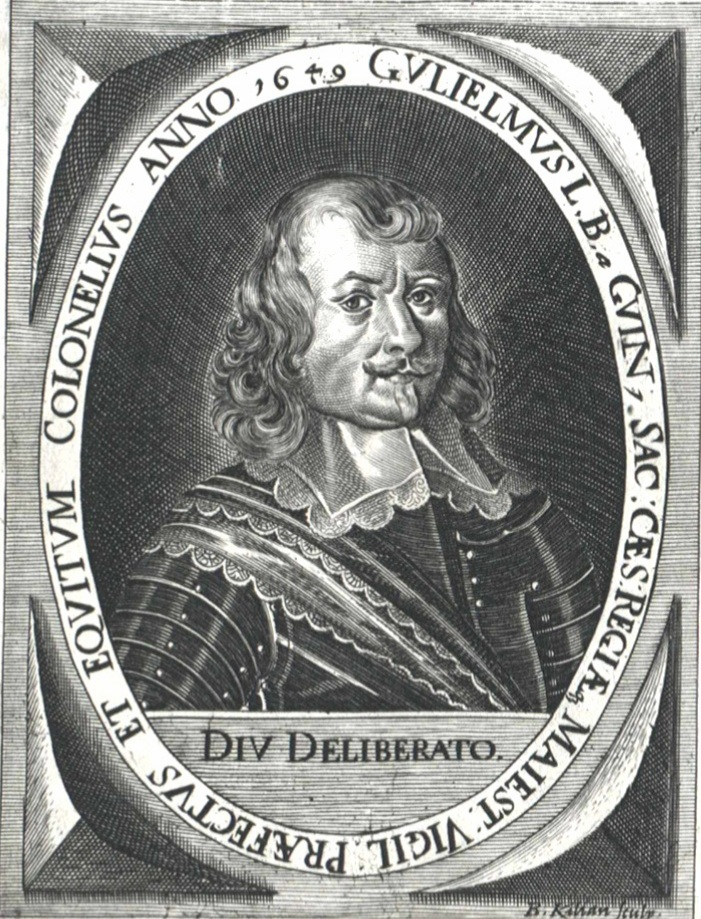
William Gunn (Wilhelm von Guyn, 1649)

Anna Margaretha war mit dem Generalwachtmeister Wilhelm von Guyn (William Gunn; um 1603–1661) verheiratet, der die Burg 1642 gekauft hatte. Nach dessen Tod 1661 verkaufte es die Witwe die Anlage 1665 an Ferdinand von Degenfeld.  Dessen Nichte Luise Raugräfin zu Pfalz erhielt nun die Burg. Nach ihrem Tod 1733 erbte der Sohn ihrer Schwester Karoline Elisabeth (1659–1696) Christoph Martin von Degenfeld-Schonburg (1689–1769).
Ab 1800 verfiel die Burg zusehends. In einem Nebengebäude wurde Anselm Schott 1843 geboren, im heute „Anselm-Schott-Haus“ genannten Gebäude. Ab 1844 war die Burg unbewohnt und musste in weiten Bereichen abgebrochen werden. 
Erst 1926 wurde der 27 Meter hohe Bergfried wieder zugänglich gemacht. 

## Gastwirtschaft ab 1927
Im Jahr 1927 begann Hildegard Wörner im Westteil der Burgruine mit der Bewirtschaftung. Ihre Tochter Lore und deren Ehemann Erich Straubinger übernahmen 1973 die Gastwirtschaft und entwickelten den Betrieb zu einem gehobenen Restaurant mit Bankettsaal. Seit 1977 liegt die Burganlage an der Straße der Staufer.

## Nutzung als Hotel und Restaurant seit 2000
1990 erwarb die Familie Straubinger die Burgruine mit Restaurant von der Stadt Böblingen und ihr Sohn Rolf Straubinger wurde Küchenchef im Gourmetrestaurant, das seit 1991 mit einem Michelinstern ausgezeichnet wird. Unter der Regie von Schwiegersohn Klaus Schurr entstand ab 2000 ein Hotel, das im Dezember 2002 eröffnet wurde. Bereits ein Jahr später wurde es vom DEHOGA mit 5 Sternen bewertet. 2012 wurde das Restaurant modernisiert.
Das Restaurant fine dining RS ist unter Küchenchef Markus Waibel mit einem Michelinstern ausgezeichnet.